# Петруки (Дятловский район)
Петруки́ (бел. Петрукі) — деревня в Дворецком сельсовете Дятловского района Гродненской области Белоруссии. По переписи населения 2009 года в Петруках проживало 9 человек. Площадь сельского населённого пункта составляет 36,72 га, протяжённость границ — 2,92 км.

## Этимология
Название деревни образовано от имени Пётр и производных от него фамилий.

## География
Петруки расположены в 11 км к юго-востоку от Дятлово, 21 км от железнодорожной станции Выгода.

## История
Согласно переписи населения 1897 года Петруки — деревня в Роготненской волости Слонимского уезда Гродненской губернии (31 двор, 192 жителя). В 1905 году численность населения деревни составила 184 жителя.
В 1921—1939 годах Петруки находились в составе межвоенной Польской Республики. В 1923 году в Петруках имелось 42 хозяйства, проживал 221 человек. В сентябре 1939 года Петруки вошли в состав БССР.
В 1996 году Петруки входили в состав Роготновского сельсовета и совхоза «Роготно». В деревне насчитывалось 20 хозяйств, проживало 38 человек.
28 августа 2013 года деревня была передана из упразднённого Роготновского в Дворецкий сельсовет.